# Golden Globe-díj a legjobb női főszereplőnek (musical- vagy vígjátéksorozat)
A Legjobb női főszereplő (musical- vagy vígjátéksorozat) kategóriában a Hollywood Foreign Press Association szervezet ad át televíziós Golden Globe-díjat, az 1962-ben megtartott 19. Golden Globe-gála óta. Első alkalommal Pauline Frederick nyerte el a díjat, melyet (a műfajra való tekintet nélkül) "Legjobb tévésztár – nő" néven adták át. 1969-től külön kategóriákra bontották a dráma és a vígjáték műfajokat, 1980-ig "Legjobb tévészínésznő – musical vagy vígjáték" néven osztották ki. 1980-tól a jelenlegi elnevezést használják.
A legutóbbi, 2024-es díjátadón Ayo Edebiri kapta meg a díjat, aki A mackó című sorozattal nyert. Carol Burnett rendelkezik a legtöbb díjjal és jelöléssel a kategóriában, tizenkét jelölésből ötször vehette át a díjat.

## Győztesek és jelöltek
Győztes színésznő

### 1960-as évek
| Év                                            | Színésznő               | Színésznő                  | Szerep                 | Cím                    | Adó                    |
| Legjobb tévésztár – nő                        | Legjobb tévésztár – nő  | Legjobb tévésztár – nő     | Legjobb tévésztár – nő | Legjobb tévésztár – nő | Legjobb tévésztár – nő |
| 1961 19. gála                                 |                         |                            |                        |                        |                        |
| --------------------------------------------- | ----------------------- | -------------------------- | ---------------------- | ---------------------- | ---------------------- |
| 1961 19. gála                                 | Pauline Frederick       |                            |                        |                        |                        |
| 1962 20. gála                                 |                         |                            |                        |                        |                        |
|                                               | Donna Reed              | Donna Stone                | The Donna Reed Show    | ABC                    |                        |
| 1963 21. gála                                 |                         |                            |                        |                        |                        |
|                                               | Inger Stevens           | Katrin "Katy" Holstrum     | The Farmer's Daughter  | ABC                    |                        |
| Shirley Booth                                 | Hazel Burke             | Hazel                      | NBC                    |                        |                        |
| Dorothy Loudon                                | több szereplő           | The Garry Moore Show       | CBS                    |                        |                        |
| Carolyn Jones                                 | Betsy / Meredith / Jane | Burke's Law                | ABC                    |                        |                        |
| Gloria Swanson                                | Venus Walsh             | Burke's Law                | ABC                    |                        |                        |
| 1964 22. gála                                 |                         |                            |                        |                        |                        |
|                                               | Mary Tyler Moore        | Laura Petrie               | The Dick Van Dyke Show | CBS                    |                        |
| Dorothy Malone                                | Constance Carson        | Peyton Place               | ABC                    |                        |                        |
| Yvette Mimieux                                | Pat Holmes              | Dr. Kildare                | NBC                    |                        |                        |
| Elizabeth Montgomery                          | Samantha Stephens       | Bewitched                  | ABC                    |                        |                        |
| Julie Newmar                                  | Rhoda Miller            | My Living Doll             | CBS                    |                        |                        |
| 1965 23. gála                                 |                         |                            |                        |                        |                        |
|                                               | Anne Francis            | Honey West                 | Honey West             | ABC                    |                        |
| Patty Duke                                    | Patty Lane / Cathy Lane | The Patty Duke Show        | ABC                    |                        |                        |
| Mia Farrow                                    | Allison MacKenzie       | Peyton Place               | ABC                    |                        |                        |
| Dorothy Malone                                | Constance Carson        | Peyton Place               | ABC                    |                        |                        |
| Barbara Stanwyck                              | Victoria Barkley        | The Big Valley             | ABC                    |                        |                        |
| 1966 24. gála                                 |                         |                            |                        |                        |                        |
|                                               | Marlo Thomas            | Ann Marie                  | That Girl              | ABC                    |                        |
| Phyllis Diller                                | Phyllis Pruitt          | The Pruitts of Southampton | ABC                    |                        |                        |
| Barbara Eden                                  | Jeannie                 | Jeannie, a háziszellem     | NBC                    |                        |                        |
| Elizabeth Montgomery                          | Samantha Stephens       | Bewitched                  | ABC                    |                        |                        |
| Barbara Stanwyck                              | Victoria Barkley        | The Big Valley             | ABC                    |                        |                        |
| 1967 25. gála                                 |                         |                            |                        |                        |                        |
|                                               | Carol Burnett           | több szereplő              | The Carol Burnett Show | CBS                    |                        |
| Barbara Bain                                  | Cinnamon Carter         | Mission: Impossible        | CBS                    |                        |                        |
| Lucille Ball                                  | Lucy Carmichael         | The Lucy Show              | CBS                    |                        |                        |
| Nancy Sinatra                                 | több szereplő           | Movin' with Nancy          | NBC                    |                        |                        |
| Barbara Stanwyck                              | The Big Valley          | Victoria Barkley           | ABC                    |                        |                        |
| 1968 26. gála                                 |                         |                            |                        |                        |                        |
|                                               | Diahann Carroll         | Julia Baker                | Julia                  | NBC                    |                        |
| Doris Day                                     | Doris Martin            | The Doris Day Show         | CBS                    |                        |                        |
| Hope Lange                                    | Carolyn Muir            | The Ghost & Mrs. Muir      | NBC                    |                        |                        |
| Elizabeth Montgomery                          | Samantha Stephens       | Bewitched                  | ABC                    |                        |                        |
| Nancy Sinatra                                 | több szereplő           | The Nancy Sinatra Show     | NBC                    |                        |                        |
| Legjobb tévészínésznő – musical vagy vígjáték |                         |                            |                        |                        |                        |
| 1969 27. gála                                 |                         |                            |                        |                        |                        |
|                                               | Carol Burnett           | több szereplő              | The Carol Burnett Show | CBS                    |                        |
| Julie Sommars                                 | Jennifer Jo Drinkwater  | The Governor & J.J.        |                        | CBS                    |                        |
| Lucille Ball                                  | Lucy Carter             | Here's Lucy                | CBS                    |                        |                        |
|                                               | Diahann Carroll         | Julia Baker                | Julia                  | NBC                    |                        |
| Barbara Eden                                  | Jeannie                 | Jeannie, a háziszellem     |                        | NBC                    |                        |
| Debbie Reynolds                               | Debbie Thompson         | The Debbie Reynolds Show   |                        | NBC                    |                        |

### 1970-es évek
| Év                | Színésznő                 | Színésznő                 | Szerep                       | Cím                       | Adó |
| 1970 28. gála     |                           |                           |                              |                           |     |
| ----------------- | ------------------------- | ------------------------- | ---------------------------- | ------------------------- | --- |
| 1970 28. gála     |                           | Mary Tyler Moore          | Mary Richards                | The Mary Tyler Moore Show | CBS |
| 1970 28. gála     | Carol Burnett             | több szereplő             | The Carol Burnett Show       | CBS                       |     |
| 1970 28. gála     | Shirley Jones             | Shirley Partridge         | The Partridge Family         | ABC                       |     |
| 1970 28. gála     | Juliet Mills              | Nanny Phoebe Figgalily    | Nanny and the Professor      | ABC                       |     |
| 1970 28. gála     | Elizabeth Montgomery      | Samantha Stephens         | Bewitched                    | ABC                       |     |
| 1971 29. gála     |                           |                           |                              |                           |     |
|                   | Carol Burnett             | több szereplő             | The Carol Burnett Show       | CBS                       |     |
| Lucille Ball      | Lucy Carter               | Here's Lucy               | CBS                          |                           |     |
| Shirley Jones     | Shirley Partridge         | The Partridge Family      | ABC                          |                           |     |
| Mary Tyler Moore  | Mary Richards             | The Mary Tyler Moore Show | CBS                          |                           |     |
| Jean Stapleton    | Edith Bunker              | All in the Family         | CBS                          |                           |     |
| 1972 30. gála     |                           |                           |                              |                           |     |
|                   | Jean Stapleton            | Edith Bunker              | All in the Family            | CBS                       |     |
| Julie Andrews     | több szereplő             | The Julie Andrews Hour    | ABC                          |                           |     |
| Bea Arthur        | Maude Findlay             | Maude                     | CBS                          |                           |     |
| Carol Burnett     | több szereplő             | The Carol Burnett Show    | CBS                          |                           |     |
| Mary Tyler Moore  | Mary Richards             | The Mary Tyler Moore Show | CBS                          |                           |     |
| 1973 31. gála     |                           |                           |                              |                           |     |
|                   | Cher                      | több szereplő             | The Sonny & Cher Comedy Hour | CBS                       |     |
| Jean Stapleton    | Edith Bunker              | All in the Family         |                              | CBS                       |     |
|                   | Bea Arthur                | Maude Findlay             | Maude                        | CBS                       |     |
| Carol Burnett     | több szereplő             | The Carol Burnett Show    |                              | CBS                       |     |
| Mary Tyler Moore  | Mary Richards             | The Mary Tyler Moore Show |                              | CBS                       |     |
| 1974 32. gála     |                           |                           |                              |                           |     |
|                   | Valerie Harper            | Rhoda Morgenstern         | Rhoda                        | CBS                       |     |
| Carol Burnett     | több szereplő             | The Carol Burnett Show    | CBS                          |                           |     |
| Mary Tyler Moore  | Mary Richards             | The Mary Tyler Moore Show | CBS                          |                           |     |
| Esther Rolle      | Florida Evans             | Good Times                | CBS                          |                           |     |
| Jean Stapleton    | Edith Bunker              | All in the Family         | CBS                          |                           |     |
| 1975 33. gála     |                           |                           |                              |                           |     |
|                   | Cloris Leachman           | Phyllis Lindstrom         | Phyllis                      | CBS                       |     |
| Bea Arthur        | Maude Findlay             | Maude                     | CBS                          |                           |     |
| Carol Burnett     | több szereplő             | The Carol Burnett Show    | CBS                          |                           |     |
| Valerie Harper    | Rhoda Morgenstern         | Rhoda                     | CBS                          |                           |     |
| Mary Tyler Moore  | Mary Richards             | The Mary Tyler Moore Show | CBS                          |                           |     |
| 1976 34. gála     |                           |                           |                              |                           |     |
|                   | Carol Burnett             | több szereplő             | The Carol Burnett Show       | CBS                       |     |
| Bernadette Peters | Charlotte "Charley" Drake | All's Fair                | CBS                          |                           |     |
| Mary Tyler Moore  | Mary Richards             | The Mary Tyler Moore Show | CBS                          |                           |     |
| Isabel Sanford    | Louise Jefferson          | The Jeffersons            | CBS                          |                           |     |
| Dinah Shore       | Dinah                     | Dinah!                    | NBC                          |                           |     |
| 1977 35. gála     |                           |                           |                              |                           |     |
|                   | Carol Burnett             | több szereplő             | The Carol Burnett Show       | CBS                       |     |
| Bea Arthur        | Maude Findlay             | Maude                     | CBS                          |                           |     |
| Penny Marshall    | Laverne DeFazio           | Laverne & Shirley         | ABC                          |                           |     |
| Cindy Williams    | Shirley Feeney            | Laverne & Shirley         | ABC                          |                           |     |
| Isabel Sanford    | Louise Jefferson          | The Jeffersons            | CBS                          |                           |     |
| Jean Stapleton    | Edith Bunker              | All in the Family         | CBS                          |                           |     |
| 1978 36. gála     |                           |                           |                              |                           |     |
|                   | Linda Lavin               | Alice Hyatt               | Alice                        | CBS                       |     |
| Carol Burnett     | több szereplő             | The Carol Burnett Show    | CBS                          |                           |     |
| Penny Marshall    | Laverne DeFazio           | Laverne & Shirley         | ABC                          |                           |     |
| Suzanne Somers    | Chrissy Snow              | Three's Company           | ABC                          |                           |     |
| Jean Stapleton    | Edith Bunker              | All in the Family         | CBS                          |                           |     |
| 1979 37. gála     |                           |                           |                              |                           |     |
|                   | Linda Lavin               | Alice Hyatt               | Alice                        | CBS                       |     |
| Penny Marshall    | Laverne DeFazio           | Laverne & Shirley         | ABC                          |                           |     |
| Donna Pescow      | Angie Falco               | Angie                     | ABC                          |                           |     |
| Jean Stapleton    | Edith Bunker              | All in the Family         | CBS                          |                           |     |
| Loretta Swit      | Margaret Houlihan őrnagy  | MASH                      | CBS                          |                           |     |

### 1980-as évek
Megjegyzés: A díj az 1980-as évek elejétől kapta meg jelenlegi – Legjobb női főszereplő (musical- vagy vígjátéksorozat) – elnevezését.
| Év                | Színésznő                | Színésznő                               | Szerep                               | Cím  | Adó |
| 1980 38. gála     |                          |                                         |                                      |      |     |
| ----------------- | ------------------------ | --------------------------------------- | ------------------------------------ | ---- | --- |
| 1980 38. gála     |                          | Katherine Helmond                       | Jessica Tate                         | Soap | ABC |
| 1980 38. gála     | Loni Anderson            | Jennifer Marlowe                        | WKRP in Cincinnati                   | CBS  |     |
| 1980 38. gála     | Polly Holliday           | Florence Jean Castleberry               | Flo                                  | CBS  |     |
| 1980 38. gála     | Linda Lavin              | Alice Hyatt                             | Alice                                | CBS  |     |
| 1980 38. gála     | Lynn Redgrave            | Ann Atkinson                            | House Calls                          | CBS  |     |
| 1981 39. gála     |                          |                                         |                                      |      |     |
|                   | Eileen Brennan           | Doreen Lewis százados                   | Private Benjamin                     | CBS  |     |
| Loni Anderson     | Jennifer Marlowe         | WKRP in Cincinnati                      | CBS                                  |      |     |
| Bonnie Franklin   | Ann Romano               | One Day at a Time                       | CBS                                  |      |     |
| Barbara Mandrell  | önmaga                   | Barbara Mandrell & the Mandrell Sisters | NBC                                  |      |     |
| Loretta Swit      | Margaret Houlihan őrnagy | MASH                                    | CBS                                  |      |     |
| 1982 40. gála     |                          |                                         |                                      |      |     |
|                   | Debbie Allen             | Lydia Grant                             | Fame                                 | NBC  |     |
| Eileen Brennan    | Doreen Lewis százados    | Private Benjamin                        | CBS                                  |      |     |
| Nell Carter       | Nell Harper              | Gimme a Break!                          | NBC                                  |      |     |
| Bonnie Franklin   | Ann Romano               | One Day at a Time                       | CBS                                  |      |     |
| Rita Moreno       | Violet Newstead          | 9 to 5                                  | ABC                                  |      |     |
| Isabel Sanford    | Louise Jefferson         | The Jeffersons                          | CBS                                  |      |     |
| 1983 41. gála     |                          |                                         |                                      |      |     |
|                   | Joanna Cassidy           | Jojo White                              | Buffalo Bill                         | NBC  |     |
| Debbie Allen      | Lydia Grant              | Fame                                    | NBC                                  |      |     |
| Madeline Kahn     | Madeline Wayne           | Oh Madeline                             | ABC                                  |      |     |
| Shelley Long      | Diane Chambers           | Cheers                                  | NBC                                  |      |     |
| Isabel Sanford    | Louise Jefferson         | The Jeffersons                          | CBS                                  |      |     |
| 1984 42. gála     |                          |                                         |                                      |      |     |
|                   | Shelley Long             | Diane Chambers                          | Cheers                               | NBC  |     |
| Debbie Allen      | Lydia Grant              | Fame                                    | NBC                                  |      |     |
| Nell Carter       | Nell Harper              | Gimme a Break!                          | NBC                                  |      |     |
| Susan Clark       | Katherine Papadopalis    | Webster                                 | ABC                                  |      |     |
| Jane Curtin       | Allie Lowell             | Kate & Allie                            | CBS                                  |      |     |
| Isabel Sanford    | Louise Jefferson         | The Jeffersons                          | CBS                                  |      |     |
| 1985 43. gála     |                          |                                         |                                      |      |     |
|                   | Estelle Getty            | Sophia Petrillo                         | Öreglányok (The Golden Girls)        | NBC  |     |
| Cybill Shepherd   | Maddie Hayes             | A simlis és a szende (Moonlightning)    | ABC                                  |      |     |
|                   | Bea Arthur               | Dorothy Zbornak                         | Öreglányok (The Golden Girls)        | NBC  |     |
| Rue McClanahan    | Blanche Devereaux        |                                         | Öreglányok (The Golden Girls)        | NBC  |     |
| Betty White       | Rose Nylund              |                                         | Öreglányok (The Golden Girls)        | NBC  |     |
| 1986 44. gála     |                          |                                         |                                      |      |     |
|                   | Cybill Shepherd          | Maddie Hayes                            | A simlis és a szende (Moonlightning) | ABC  |     |
| Bea Arthur        | Dorothy Zbornak          | Öreglányok (The Golden Girls)           | NBC                                  |      |     |
| Estelle Getty     | Sophia Petrillo          | Öreglányok (The Golden Girls)           | NBC                                  |      |     |
| Rue McClanahan    | Blanche Devereaux        | Öreglányok (The Golden Girls)           | NBC                                  |      |     |
| Betty White       | Rose Nylund              | Öreglányok (The Golden Girls)           | NBC                                  |      |     |
| 1987 45. gála     |                          |                                         |                                      |      |     |
|                   | Tracey Ullman            | több szereplő                           | The Tracey Ullman Show               | Fox  |     |
| Bea Arthur        | Dorothy Zbornak          | Öreglányok (The Golden Girls)           | NBC                                  |      |     |
| Rue McClanahan    | Blanche Devereaux        | Öreglányok (The Golden Girls)           | NBC                                  |      |     |
| Betty White       | Rose Nylund              | Öreglányok (The Golden Girls)           | NBC                                  |      |     |
| Cybill Shepherd   | Maddie Hayes             | A simlis és a szende (Moonlightning)    | ABC                                  |      |     |
| 1988 46. gála     |                          |                                         |                                      |      |     |
|                   | Candice Bergen           | Murphy Brown                            | Murphy Brown                         | CBS  |     |
| Bea Arthur        | Dorothy Zbornak          | Öreglányok (The Golden Girls)           | NBC                                  |      |     |
| Betty White       | Rose Nylund              | Öreglányok (The Golden Girls)           | NBC                                  |      |     |
| Roseanne Barr     | Roseanne Conner          | Roseanne                                | ABC                                  |      |     |
| Tracey Ullman     | több szereplő            | The Tracey Ullman Show                  | Fox                                  |      |     |
| 1989 47. gála     |                          |                                         |                                      |      |     |
|                   | Jamie Lee Curtis         | Hannah Miller                           | Anything but Love                    | ABC  |     |
| Kirstie Alley     | Rebecca Howe             | Cheers                                  | NBC                                  |      |     |
| Stephanie Beacham | Kate Lambert nővér       | Sister Kate                             | NBC                                  |      |     |
| Candice Bergen    | Murphy Brown             | Murphy Brown                            | CBS                                  |      |     |
| Tracey Ullman     | több szereplő            | The Tracey Ullman Show                  | Fox                                  |      |     |

### 1990-es évek
| Év                   | Színésznő            | Színésznő             | Szerep                   | Magyar cím               | Eredeti cím | Adó |
| 1990 48. gála        |                      |                       |                          |                          |             |     |
| -------------------- | -------------------- | --------------------- | ------------------------ | ------------------------ | ----------- | --- |
| 1990 48. gála        |                      | Kirstie Alley         | Rebecca Howe             | Cheers                   | Cheers      | NBC |
| 1990 48. gála        | Roseanne Barr        | Roseanne Conner       | Roseanne                 | Roseanne                 | ABC         |     |
| 1990 48. gála        | Candice Bergen       | Murphy Brown          |                          | Murphy Brown             | CBS         |     |
| 1990 48. gála        | Carol Burnett        | több szereplő         |                          | Carol & Company          | NBC         |     |
| 1990 48. gála        | Katey Sagal          | Peggy Bundy           | Egy rém rendes család    | Married... with Children | Fox         |     |
| 1991 49. gála        |                      |                       |                          |                          |             |     |
|                      | Candice Bergen       | Murphy Brown          |                          | Murphy Brown             | CBS         |     |
| Kirstie Alley        | Rebecca Howe         | Cheers                | Cheers                   | NBC                      |             |     |
| Roseanne Barr        | Roseanne Conner      | Roseanne              | Roseanne                 | ABC                      |             |     |
| Jamie Lee Curtis     | Hannah Miller        |                       | Anything but Love        | ABC                      |             |     |
| Katey Sagal          | Peggy Bundy          | Egy rém rendes család | Married... with Children | Fox                      |             |     |
| 1992 50. gála        |                      |                       |                          |                          |             |     |
|                      | Roseanne Barr        | Roseanne Conner       | Roseanne                 | Roseanne                 | ABC         |     |
| Kirstie Alley        | Rebecca Howe         | Cheers                | Cheers                   | NBC                      |             |     |
| Candice Bergen       | Murphy Brown         |                       | Murphy Brown             | CBS                      |             |     |
| Helen Hunt           | Jamie Buchman        | Megőrülök érted       | Mad About You            | NBC                      |             |     |
| Katey Sagal          | Peggy Bundy          | Egy rém rendes család | Married... with Children | Fox                      |             |     |
| 1993 51. gála        |                      |                       |                          |                          |             |     |
|                      | Helen Hunt           | Jamie Buchman         | Megőrülök érted          | Mad About You            | NBC         |     |
| Roseanne Barr        | Roseanne Conner      | Roseanne              | Roseanne                 | ABC                      |             |     |
| Candice Bergen       | Murphy Brown         |                       | Murphy Brown             | CBS                      |             |     |
| Patricia Richardson  | Jill Taylor          | Házi barkács          | Home Improvement         | ABC                      |             |     |
| Katey Sagal          | Peggy Bundy          | Egy rém rendes család | Married... with Children | Fox                      |             |     |
| 1994 52. gála        |                      |                       |                          |                          |             |     |
|                      | Helen Hunt           | Jamie Buchman         | Megőrülök érted          | Mad About You            | NBC         |     |
| Candice Bergen       | Murphy Brown         |                       | Murphy Brown             | CBS                      |             |     |
| Brett Butler         | Grace Kelly          |                       | Grace Under Fire         | ABC                      |             |     |
| Ellen DeGeneres      | Ellen Morgan         |                       | Ellen                    | ABC                      |             |     |
| Patricia Richardson  | Jill Taylor          | Házi barkács          | Home Improvement         | ABC                      |             |     |
| 1995 53. gála        |                      |                       |                          |                          |             |     |
|                      | Cybill Shepherd      | Cybill Sheridan       | Cybill                   | Cybill                   | CBS         |     |
| Candice Bergen       | Murphy Brown         |                       | Murphy Brown             | CBS                      |             |     |
| Ellen DeGeneres      | Ellen Morgan         |                       | Ellen                    | ABC                      |             |     |
| Fran Drescher        | Fran Fine            | A dadus               | The Nanny                | CBS                      |             |     |
| Helen Hunt           | Jamie Buchman        | Megőrülök érted       | Mad About You            | NBC                      |             |     |
| 1996 54. gála        |                      |                       |                          |                          |             |     |
|                      | Helen Hunt           | Jamie Buchman         | Megőrülök érted          | Mad About You            | NBC         |     |
| Brett Butler         | Grace Kelly          |                       | Grace Under Fire         | ABC                      |             |     |
| Fran Drescher        | Fran Fine            | A dadus               | The Nanny                | CBS                      |             |     |
| Cybill Shepherd      | Cybill Sheridan      | Cybill                | Cybill                   | CBS                      |             |     |
| Brooke Shields       | Susan Keane          | Szeleburdi Susan      | Suddenly Susan           | NBC                      |             |     |
| Tracey Ullman        | több szereplő        |                       | Tracey Takes On...       | HBO                      |             |     |
| 1997 55. gála        |                      |                       |                          |                          |             |     |
|                      | Calista Flockhart    | Ally McBeal           | Ally McBeal              | Ally McBeal              | Fox         |     |
| Kirstie Alley        | Veronica Chase       |                       | Veronica's Closet        | NBC                      |             |     |
| Ellen DeGeneres      | Ellen Morgan         |                       | Ellen                    | ABC                      |             |     |
| Jenna Elfman         | Dharma Montgomery    | Dharma és Greg        | Dharma & Greg            | ABC                      |             |     |
| Helen Hunt           | Jamie Buchman        | Megőrülök érted       | Mad About You            | NBC                      |             |     |
| Brooke Shields       | Susan Keane          | Szeleburdi Susan      | Suddenly Susan           | NBC                      |             |     |
| 1998 56. gála        |                      |                       |                          |                          |             |     |
|                      | Jenna Elfman         | Dharma Montgomery     | Dharma és Greg           | Dharma & Greg            | ABC         |     |
| Christina Applegate  | Jesse Warner         |                       | Jesse                    | NBC                      |             |     |
| Calista Flockhart    | Ally McBeal          | Ally McBeal           | Ally McBeal              | Fox                      |             |     |
| Laura San Giacomo    | Maya Gallo           | Divatalnokok          | Just Shoot Me!           | NBC                      |             |     |
| Sarah Jessica Parker | Carrie Bradshaw      | Szex és New York      | Sex and the City         | HBO                      |             |     |
| 1999 57. gála        |                      |                       |                          |                          |             |     |
|                      | Sarah Jessica Parker | Carrie Bradshaw       | Szex és New York         | Sex and the City         | HBO         |     |
| Jenna Elfman         | Dharma Montgomery    | Dharma és Greg        | Dharma & Greg            | ABC                      |             |     |
| Calista Flockhart    | Ally McBeal          | Ally McBeal           | Ally McBeal              | Fox                      |             |     |
| Felicity Huffman     | Dana Whitaker        | Esti meccsek          | Sports Night             | ABC                      |             |     |
| Heather Locklear     | Caitlin Moore        | Kerge város           | Spin City                | ABC                      |             |     |
| Debra Messing        | Grace Adler          | Will és Grace         | Will & Grace             | NBC                      |             |     |

### 2000-es évek
| Év                   | Színésznő                 | Színésznő               | Szerep                              | Magyar cím            | Eredeti cím      | Adó |
| 2000 58. gála        |                           |                         |                                     |                       |                  |     |
| -------------------- | ------------------------- | ----------------------- | ----------------------------------- | --------------------- | ---------------- | --- |
| 2000 58. gála        |                           | Sarah Jessica Parker    | Carrie Bradshaw                     | Szex és New York      | Sex and the City | HBO |
| 2000 58. gála        | Calista Flockhart         | Ally McBeal             | Ally McBeal                         | Ally McBeal           | Fox              |     |
| 2000 58. gála        | Jane Kaczmarek            | Lois Wilkerson          | Már megint Malcolm                  | Malcolm in the Middle | Fox              |     |
| 2000 58. gála        | Debra Messing             | Grace Adler             | Will és Grace                       | Will & Grace          | NBC              |     |
| 2000 58. gála        | Bette Midler              | Bette                   |                                     | Bette                 | CBS              |     |
| 2001 59. gála        |                           |                         |                                     |                       |                  |     |
|                      | Sarah Jessica Parker      | Carrie Bradshaw         | Szex és New York                    | Sex and the City      | HBO              |     |
| Calista Flockhart    | Ally McBeal               | Ally McBeal             | Ally McBeal                         | Fox                   |                  |     |
| Jane Kaczmarek       | Lois Wilkerson            | Már megint Malcolm      | Malcolm in the Middle               | Fox                   |                  |     |
| Heather Locklear     | Caitlin Moore             | Kerge város             | Spin City                           | ABC                   |                  |     |
| Debra Messing        | Grace Adler               | Will és Grace           | Will & Grace                        | NBC                   |                  |     |
| 2002 60. gála        |                           |                         |                                     |                       |                  |     |
|                      | Jennifer Aniston          | Rachel Green            | Jóbarátok                           | Friends               | NBC              |     |
| Bonnie Hunt          | Bonnie Molloy             |                         | Life with Bonnie                    | ABC                   |                  |     |
| Jane Kaczmarek       | Lois Wilkerson            | Már megint Malcolm      | Malcolm in the Middle               | Fox                   |                  |     |
| Debra Messing        | Grace Adler               | Will és Grace           | Will & Grace                        | NBC                   |                  |     |
| Sarah Jessica Parker | Carrie Bradshaw           | Szex és New York        | Sex and the City                    | HBO                   |                  |     |
| 2003 61. gála        |                           |                         |                                     |                       |                  |     |
|                      | Sarah Jessica Parker      | Carrie Bradshaw         | Szex és New York                    | Sex and the City      | HBO              |     |
| Bonnie Hunt          | Bonnie Molloy             |                         | Life with Bonnie                    | ABC                   |                  |     |
| Reba McEntire        | Reba Hart                 |                         | Reba                                | The WB                |                  |     |
| Debra Messing        | Grace Adler               | Will és Grace           | Will & Grace                        | NBC                   |                  |     |
| Bitty Schram         | Sharona Fleming           | Monk – A flúgos nyomozó | Monk                                | USA                   |                  |     |
| Alicia Silverstone   | Kate Fox                  |                         | Miss Match                          | NBC                   |                  |     |
| 2004 62. gála        |                           |                         |                                     |                       |                  |     |
|                      | Teri Hatcher              | Susan Mayer             | Született feleségek                 | Desperate Housewives  | ABC              |     |
| Marcia Cross         | Bree Van de Kamp          | Született feleségek     | Desperate Housewives                | ABC                   |                  |     |
| Felicity Huffman     | Lynette Scavo             | Született feleségek     | Desperate Housewives                | ABC                   |                  |     |
| Debra Messing        | Grace Adler               | Will és Grace           | Will & Grace                        | NBC                   |                  |     |
| Sarah Jessica Parker | Carrie Bradshaw           | Szex és New York        | Sex and the City                    | HBO                   |                  |     |
| 2005 63. gála        |                           |                         |                                     |                       |                  |     |
|                      | Mary-Louise Parker        | Nancy Botwin            | Nancy ül a fűben                    | Weeds                 | Showtime         |     |
| Marcia Cross         | Bree Van de Kamp          | Született feleségek     | Desperate Housewives                | ABC                   |                  |     |
| Teri Hatcher         | Susan Mayer               | Született feleségek     | Desperate Housewives                | ABC                   |                  |     |
| Felicity Huffman     | Lynette Scavo             | Született feleségek     | Desperate Housewives                | ABC                   |                  |     |
| Eva Longoria         | Gabrielle Solis           | Született feleségek     | Desperate Housewives                | ABC                   |                  |     |
| 2006 64. gála        |                           |                         |                                     |                       |                  |     |
|                      | America Ferrera           | Betty Suarez            | Ki ez a lány?                       | Ugly Betty            | ABC              |     |
| Marcia Cross         | Bree Van de Kamp          | Született feleségek     | Desperate Housewives                | ABC                   |                  |     |
| Felicity Huffman     | Lynette Scavo             | Született feleségek     | Desperate Housewives                | ABC                   |                  |     |
| Julia Louis-Dreyfus  | Christine Campbell        | Christine kalandjai     | The New Adventures of Old Christine | CBS                   |                  |     |
| Mary-Louise Parker   | Nancy Botwin              | Nancy ül a fűben        | Weeds                               | Showtime              |                  |     |
| 2007 65. gála        |                           |                         |                                     |                       |                  |     |
|                      | Tina Fey                  | Liz Lemon               | A stúdió                            | 30 Rock               | NBC              |     |
| Christina Applegate  | Samantha "Sam" Newly      | Nem ér a nevem          | Samantha Who?                       | ABC                   |                  |     |
| America Ferrera      | Betty Suarez              | Ki ez a lány?           | Ugly Betty                          | ABC                   |                  |     |
| Anna Friel           | Charlotte "Chuck" Charles | Halottnak a csók        | Pushing Daisies                     | ABC                   |                  |     |
| Mary-Louise Parker   | Nancy Botwin              | Nancy ül a fűben        | Weeds                               | Showtime              |                  |     |
| 2008 66. gála        |                           |                         |                                     |                       |                  |     |
|                      | Tina Fey                  | Liz Lemon               | A stúdió                            | 30 Rock               | NBC              |     |
| Christina Applegate  | Samantha "Sam" Newly      | Nem ér a nevem          | Samantha Who?                       | ABC                   |                  |     |
| America Ferrera      | Betty Suarez              | Ki ez a lány?           | Ugly Betty                          | ABC                   |                  |     |
| Debra Messing        | Molly Kagan               | Álomgyári feleség       | The Starter Wife                    | USA                   |                  |     |
| Mary-Louise Parker   | Nancy Botwin              | Nancy ül a fűben        | Weeds                               | Showtime              |                  |     |
| 2009 67. gála        |                           |                         |                                     |                       |                  |     |
|                      | Toni Collette             | Tara Gregson            | Tara alteregói                      | United States of Tara | Showtime         |     |
| Courteney Cox        | Jules Cobb                | Született szinglik      | Cougar Town                         | ABC                   |                  |     |
| Edie Falco           | Jackie Peyton             | Jackie nővér            | Nurse Jackie                        | Showtime              |                  |     |
| Tina Fey             | Liz Lemon                 | A stúdió                | 30 Rock                             | NBC                   |                  |     |
| Lea Michele          | Rachel Berry              | Glee – Sztárok leszünk! | Glee                                | Fox                   |                  |     |

### 2010-es évek
| Év                   | Színésznő             | Színésznő                        | Szerep                               | Magyar cím                | Eredeti cím | Adó      |
| 2010 68. gála        |                       |                                  |                                      |                           |             |          |
| -------------------- | --------------------- | -------------------------------- | ------------------------------------ | ------------------------- | ----------- | -------- |
| 2010 68. gála        |                       | Laura Linney                     | Cathy Jamison                        | The Big C – A nagy C      | The Big C   | Showtime |
| 2010 68. gála        | Toni Collette         | Tara Gregson                     | Tara alteregói                       | United States of Tara     | Showtime    |          |
| 2010 68. gála        | Edie Falco            | Jackie Peyton                    | Jackie nővér                         | Nurse Jackie              | Showtime    |          |
| 2010 68. gála        | Tina Fey              | Liz Lemon                        | A stúdió                             | 30 Rock                   | NBC         |          |
| 2010 68. gála        | Lea Michele           | Rachel Berry                     | Glee – Sztárok leszünk!              | Glee                      | Fox         |          |
| 2011 69. gála        |                       |                                  |                                      |                           |             |          |
|                      | Laura Dern            | Amy Jellicoe                     | Megvilágosultam                      | Enlightened               | HBO         |          |
| Zooey Deschanel      | Jessica Day           | Új csaj                          | New Girl                             | Fox                       |             |          |
| Tina Fey             | Liz Lemon             | A stúdió                         | 30 Rock                              | NBC                       |             |          |
| Laura Linney         | Cathy Jamison         | The Big C – A nagy C             | The Big C                            | Showtime                  |             |          |
| Amy Poehler          | Leslie Knope          | Városfejlesztési osztály         | Parks and Recreation                 | NBC                       |             |          |
| 2012 70. gála        |                       |                                  |                                      |                           |             |          |
|                      | Lena Dunham           | Hannah Horvath                   | Csajok                               | Girls                     | HBO         |          |
| Zooey Deschanel      | Jessica Day           | Új csaj                          | New Girl                             | Fox                       |             |          |
| Tina Fey             | Liz Lemon             | A stúdió                         | 30 Rock                              | NBC                       |             |          |
| Julia Louis-Dreyfus  | Selina Meyer          | Az alelnök                       | Veep                                 | HBO                       |             |          |
| Amy Poehler          | Leslie Knope          | Városfejlesztési osztály         | Parks and Recreation                 | NBC                       |             |          |
| 2013 71. gála        |                       |                                  |                                      |                           |             |          |
|                      | Amy Poehler           | Leslie Knope                     | Városfejlesztési osztály             | Parks and Recreation      | NBC         |          |
| Zooey Deschanel      | Jessica Day           | Új csaj                          | New Girl                             | Fox                       |             |          |
| Lena Dunham          | Hanna Horvath         | Csajok                           | Girls                                | HBO                       |             |          |
| Edie Falco           | Jackie Peyton         | Jackie nővér                     | Nurse Jackie                         | Showtime                  |             |          |
| Julia Louis-Dreyfus  | Selina Meyer          | Az alelnök                       | Veep                                 | HBO                       |             |          |
| 2014 72. gála        |                       |                                  |                                      |                           |             |          |
|                      | Gina Rodriguez        | Jane Villanueva                  | Szeplőtelen Jane                     | Jane the Virgin           | The CW      |          |
| Lena Dunham          | Hanna Horvath         | Csajok                           | Girls                                | HBO                       |             |          |
| Edie Falco           | Jackie Peyton         | Jackie nővér                     | Nurse Jackie                         | Showtime                  |             |          |
| Julia Louis-Dreyfus  | Selina Meyer          | Az alelnök                       | Veep                                 | HBO                       |             |          |
| Taylor Schilling     | Piper Chapman         | Narancs az új fekete             | Orange is the New Black              | Netflix                   |             |          |
| 2015 73. gála        |                       |                                  |                                      |                           |             |          |
|                      | Rachel Bloom          | Rebecca Bunch                    | Crazy Ex-Girlfriend                  | Crazy Ex-Girlfriend       | The CW      |          |
| Jamie Lee Curtis     | Cathy Munsch dékán    | Scream Queens – Gyilkos történet | Scream Queens                        | Fox                       |             |          |
| Julia Louis-Dreyfus  | Selina Meyer          | Az alelnök                       | Veep                                 | HBO                       |             |          |
| Gina Rodriguez       | Jane Villanueva       | Szeplőtelen Jane                 | Jane the Virgin                      | The CW                    |             |          |
| Lily Tomlin          | Frankie Bergstein     | Grace és Frankie                 | Grace and Frankie                    | Netflix                   |             |          |
| 2016 74. gála        |                       |                                  |                                      |                           |             |          |
|                      | Tracee Ellis Ross     | Dr. Rainbow "Bow" Johnson        | Feketék fehéren                      | Black-ish                 | ABC         |          |
| Rachel Bloom         | Rebecca Bunch         | Crazy Ex-Girlfriend              | Crazy Ex-Girlfriend                  | The CW                    |             |          |
| Julia Louis-Dreyfus  | Selina Meyer          | Az alelnök                       | Veep                                 | HBO                       |             |          |
| Sarah Jessica Parker | Frances Dufresne      | Válás                            | Divorce                              | HBO                       |             |          |
| Issa Rae             | Issa Dee              | Bizonytalan                      | Insecure                             | HBO                       |             |          |
| Gina Rodriguez       | Jane Villanueva       | Szeplőtelen Jane                 | Jane the Virgin                      | The CW                    |             |          |
| 2017 75. gála        |                       |                                  |                                      |                           |             |          |
|                      | Rachel Brosnahan      | Miriam "Midge" Maisel            | A káprázatos Mrs. Maisel             | The Marvelous Mrs. Maisel | Prime Video |          |
| Pamela Adlon         | Sam Fox               | Jobb idők                        | Better Things                        | FX                        |             |          |
| Alison Brie          | Ruth Wilder           | GLOW                             | GLOW                                 | Netflix                   |             |          |
| Issa Rae             | Issa Dee              | Bizonytalan                      | Insecure                             | HBO                       |             |          |
| Frankie Shaw         | Bridgette Bird        |                                  | SMILF                                | Showtime                  |             |          |
| 2018 76. gála        |                       |                                  |                                      |                           |             |          |
|                      | Rachel Brosnahan      | Miriam "Midge" Maisel            | A káprázatos Mrs. Maisel             | The Marvelous Mrs. Maisel | Prime Video |          |
| Kristen Bell         | Eleanor Shellstrop    | A Jó Hely                        | The Good Place                       | NBC                       |             |          |
| Candice Bergen       | Murphy Brown          |                                  | Murphy Brown                         | CBS                       |             |          |
| Alison Brie          | Ruth Wilder           | GLOW                             | GLOW                                 | Netflix                   |             |          |
| Debra Messing        | Grace Adler           | Will és Grace                    | Will & Grace                         | NBC                       |             |          |
| 2019 77. gála        |                       |                                  |                                      |                           |             |          |
|                      | Phoebe Waller-Bridge  | Fleabag                          | Bolhafészek                          | Fleabag                   | Prime Video |          |
| Christina Applegate  | Jen Harding           | Halott vagy                      | Dead to Me                           | Netflix                   |             |          |
| Rachel Brosnahan     | Miriam "Midge" Maisel | A káprázatos Mrs. Maisel         | The Marvelous Mrs. Maisel            | Prime Video               |             |          |
| Kirsten Dunst        | Krystal Stubbs        |                                  | On Becoming a God in Central Florida | Showtime                  |             |          |
| Natasha Lyonne       | Nadja Vulvokov        | Végtelen matrjoska               | Russian Doll                         | Netflix                   |             |          |

### 2020-as évek
| Év                | Színésznő                        | Színésznő                 | Szerep                       | Magyar cím                    | Eredeti cím | Adó    |
| 2020 78. gála     |                                  |                           |                              |                               |             |        |
| ----------------- | -------------------------------- | ------------------------- | ---------------------------- | ----------------------------- | ----------- | ------ |
| 2020 78. gála     |                                  | Catherine O’Hara          |                              | Schitt's Creek                | Moira Rose  | Pop TV |
| 2020 78. gála     | Lily Collins                     | Emily Cooper              | Emily Párizsban              | Emily in Paris                | Netflix     |        |
| 2020 78. gála     | Kaley Cuoco                      | Cassie Bowden             | A légikísérő                 | The Flight Attendant          | HBO Max     |        |
| 2020 78. gála     | Elle Fanning                     | Nagy Katalin              | Nagy Katalin – A kezdetek    | The Great                     | Hulu        |        |
| 2020 78. gála     | Jane Levy                        | Zoey Clarke               |                              | Zoey's Extraordinary Playlist | NBC         |        |
| 2021 79. gála     |                                  |                           |                              |                               |             |        |
|                   | Jean Smart                       | Deborah Vance             | Hacks – A pénz beszél        | Hacks                         | HBO Max     |        |
| Hannah Einbinder  | Ava Daniels                      | Hacks – A pénz beszél     | Hacks                        | HBO Max                       |             |        |
| Elle Fanning      | Nagy Katalin                     | Nagy Katalin – A kezdetek | The Great                    | Hulu                          |             |        |
| Issa Rae          | Issa Dee                         | Bizonytalan               | Insecure                     | HBO                           |             |        |
| Tracee Ellis Ross | Dr. Rainbow "Bow" Johnson        | Feketék fehéren           | Black-ish                    | ABC                           |             |        |
| 2022 80. gála     |                                  |                           |                              |                               |             |        |
|                   | Quinta Brunson                   | Janine Teagues            | Abbott Általános Iskola      | Abbott Elementary             | ABC         |        |
| Kaley Cuoco       | Cassie Bowden                    | A légikísérő              | The Flight Attendant         | HBO Max                       |             |        |
| Selena Gomez      | Mabel Mora                       | Gyilkos a házban          | Only Murders in the Building | Hulu                          |             |        |
| Jenna Ortega      | Wednesday Addams                 | Wednesday                 | Wednesday                    | Netflix                       |             |        |
| Jean Smart        | Deborah Vance                    | Hacks – A pénz beszél     | Hacks                        | HBO Max                       |             |        |
| 2023 81. gála     |                                  |                           |                              |                               |             |        |
|                   | Ayo Edebiri                      | Sydney Adamu              | A mackó                      | The Bear                      | FX          |        |
| Rachel Brosnahan  | Miriam "Midge" Maisel            | A káprázatos Mrs. Maisel  | The Marvelous Mrs. Maisel    | Prime Video                   |             |        |
| Quinta Brunson    | Janine Teagues                   | Abbott Általános Iskola   | Abbott Elementary            | ABC                           |             |        |
| Elle Fanning      | Nagy Katalin                     | Nagy Katalin – A kezdetek | The Great                    | Hulu                          |             |        |
| Selena Gomez      | Mabel Mora                       | Gyilkos a házban          | Only Murders in the Building | Hulu                          |             |        |
| Natasha Lyonne    | Charlie Cale                     | Poker Face                | Poker Face                   | Peacock                       |             |        |
| 2024 82. gála     |                                  |                           |                              |                               |             |        |
|                   | Jean Smart                       | Deborah Vance             | Hacks – A pénz beszél        | Hacks                         | HBO Max     |        |
| Kristen Bell      | Joanne                           | Bármit, csak ezt ne       | Nobody Wants This            | Netflix                       |             |        |
| Quinta Brunson    | Janine Teagues                   | Abbott Általános Iskola   | Abbott Elementary            | ABC                           |             |        |
| Ayo Edebiri       | Sydney Adamu                     | A mackó                   | The Bear                     | FX                            |             |        |
| Selena Gomez      | Mabel Mora                       | Gyilkos a házban          | Only Murders in the Building | Hulu                          |             |        |
| Kathryn Hahn      | Agatha Harkness / Agnes O'Connor | Mindvégig Agatha          | Agatha All Along             | Disney+                       |             |        |

## Fordítás
- Ez a szócikk részben vagy egészben  a   Golden Globe Award for Best Actress – Television Series Musical or Comedy című angol Wikipédia-szócikk fordításán alapul.  Az eredeti cikk szerkesztőit annak laptörténete sorolja fel. Ez a jelzés csupán a megfogalmazás eredetét és a szerzői jogokat jelzi, nem szolgál a cikkben szereplő információk forrásmegjelöléseként.